# Plectiscidea formosa
Plectiscidea formosa là một loài tò vò trong họ Ichneumonidae.